# Massimo termico del Paleocene-Eocene

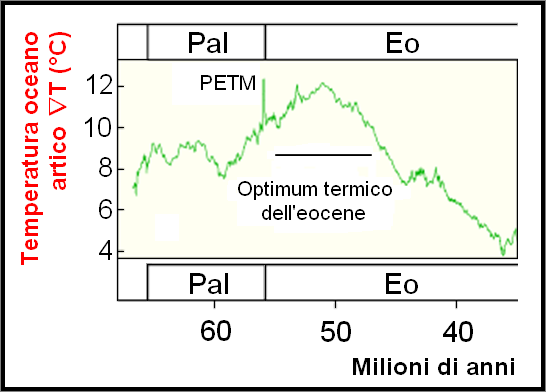
L'andamento delle temperature tra Paleocene ed Eocene, in base alla concentrazione dell'isotopo ^{18}O nel mare, assumendo che l'oceano artico fosse privo di copertura glaciale. Il Massimo termico del Paleocene-Eocene (PETM) è in corrispondenza del picco nel grafico.

Il cambiamento più significativo nelle condizioni della superficie terrestre, in tutta l'era del Cenozoico, ebbe inizio in corrispondenza del passaggio tra le epoche del Paleocene e dell'Eocene, all'incirca 55 milioni di anni fa. Questo evento, noto come Massimo termico del Paleocene-Eocene (normalmente abbreviato in PETM, dalla corrispondente terminologia inglese Paleocene-Eocene Thermal Maximum, ma a volte indicato anche come ETM1, dall'inglese Eocene Thermal Maximum 1), fu associato ad un rapido (in termini geologici) riscaldamento globale, a profondi cambiamenti negli ecosistemi e a importanti perturbazioni del ciclo del carbonio.
Le temperature del globo terrestre aumentarono di circa 6 °C in un periodo di circa 20 000 anni, il che corrisponde ad un incremento medio di 0,0003 °C per anno. Il riscaldamento ebbe effetti fortemente letali per i foraminiferi bentonici, molti dei quali andarono incontro ad un sostanziale processo di estinzione. Per i mammiferi terrestri l'aumento della temperatura e dell'anidride carbonica comportò in molti casi una diminuzione delle dimensioni, ma sostanzialmente favorì la speciazione evolutiva che portò allo sviluppo di nuovi ordini biologici e di nuove linee evolutive. Trascorso questo breve periodo, le temperature si riposizionarono su valori in linea con quelli dell'epoca, caratterizzati comunque da un trend in crescita.
L'evento è associato ad un'importante escursione negativa dell'isotopo stabile del carbonio-13 (δ13C) nei reperti fossili e ad una diminuzione dei carbonati depositati nei bacini oceanici. Quest'ultima osservazione suggerisce che una grande quantità di carbonio impoverito dell'isotopo 13C sia entrata in circolo nell'idrosfera e nell'atmosfera terrestre all'inizio del PETM. L'evento è oggetto di attento studio da parte degli scienziati per identificarne con certezza le cause e le possibili correlazioni con l'aumento della concentrazione di gas ad effetto serra nel corso dei millenni.

## Situazione
Durante l'Eocene, la configurazione degli oceani e dei continenti era piuttosto diversa dall'attuale. L'istmo di Panama non aveva ancora messo in collegamento il Nord e Sud America, permettendo così la circolazione delle acque tra oceano Atlantico e Pacifico. In aggiunta, il Canale di Drake era chiuso, impedendo così l'isolamento termico dell'Antartide. Anche se non tutti gli indicatori del livello dell'anidride carbonica (CO2) atmosferica del periodo coincidono nei valori assoluti, sono però tutti concordi nell'indicare che i valori erano significativamente più elevati di quelli attuali. Inoltre non c'era presenza di calotte glaciali.
Le temperature sulla superficie terrestre aumentarono di circa 6 °C a partire dalla fine del Paleocene e per tutta la prima parte dell'Eocene, culminando in quello che viene chiamato l'optimum climatico dell'Eocene inferiore (EECO, dall'inglese Early Eocene Climatic Optimum). A questo graduale incremento spalmato su tempi lunghi, si sovrapposero almeno due picchi ipertermici, cioè due eventi geologicamente brevi (<200 000 anni) caratterizzati da un rapido riscaldamento globale, significativi cambiamenti ambientali e intensi aumenti del livello carbonioso. Di questi il PETM fu il più intenso e probabilmente il primo del Cenozoico. Un altro ipertermico si registrò circa 53,7 milioni di anni fa (Ma) e viene identificato come Massimo termico dell'Eocene 2 (ETM-2) o H-1. È possibile che altri picchi ipertermici siano avvenuti 53,6 Ma (H-2), 53,3 Ma (I-1), 53,2 Ma (I-2) e 52,8 Ma (detto K, X o ETM-3). Il numero, la definizione, la datazione precisa e il relativo impatto globale degli ipertermici dell'Eocene sono oggetto di intense attività di ricerca che devono anche chiarire se siano avvenuti soltanto durante il graduale riscaldamento e se siano correlabili ad altri simili eventi avvenuti in tempi più antichi come l'estinzione toarciana del Giurassico.

## Evidenze del riscaldamento globale

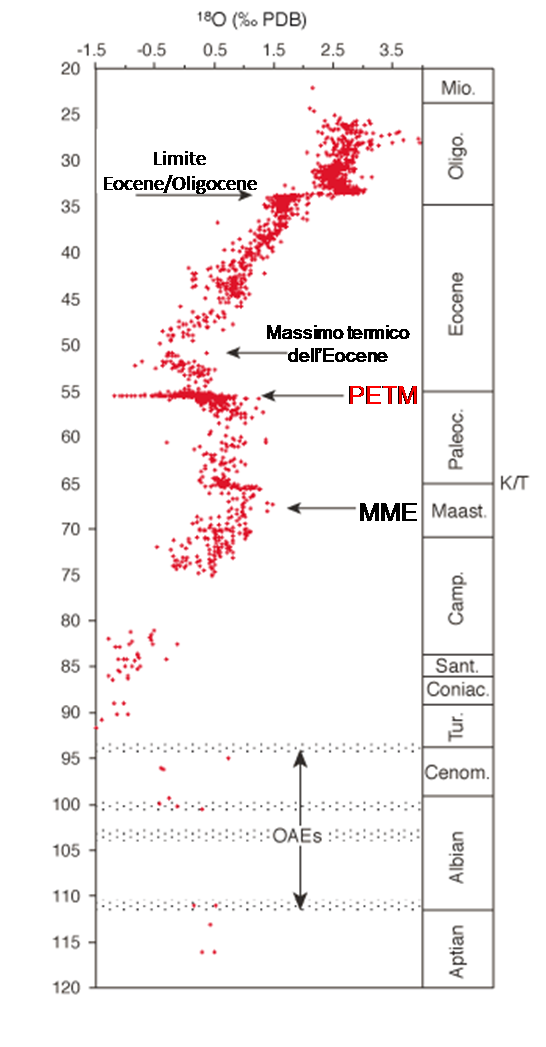
Escursione della temperatura del mare, misurata come variazione della concentrazione dell'isotopo ^{18}O, dal Mesozoico al Cenozoico. Salvo il picco dell'Eocene, in generale nel Paleogene si ha un raffreddamento della temperatura. I dati sono prelevati da 34 siti dell'Ocean Drilling Program (ODP), Deep Sea Drilling Program (DSDP).
Legenda: MME = Mid-Maastrichtian Event, PETM = Paleocene-Eocene Thermal Maximum, OAE = Oceanic Anoxic Event (evento anossico nell'oceano).

Le temperature medie globali aumentarono di circa 6 °C nel corso di circa 20 000 anni, come risulta da una serie di evidenze quali una significativa (>1‰) escursione negativa nel δ18O dei gusci dei foraminiferi sia di superficie che di acque oceaniche profonde. Data la scarsità di ghiaccio continentale nel Paleocene inferiore, la variazione del δ18O porta ad indicare un incremento della temperatura oceanica. L'aumento della temperatura è supportato nei foraminiferi anche dal rapporto Mg/Ca e da quello di altri composti organici (TEX86, il TetraEther Index of lipids with 86 carbon atoms è un indice basato sulla composizione dei lipidi delle membrane del picoplancton del phylum Crenarchaeota).
La riduzione della massa di ghiaccio ebbe anche come effetto collaterale la riduzione dell'albedo, che portò di conseguenza ad un incremento della temperatura maggiore ai poli, che raggiunsero una temperatura media annua compresa tra 10 e 20 °C. La superficie delle acque più settentrionali dell'Oceano Artico si riscaldò, almeno nelle stagioni più calde, al punto da consentire lo sviluppo di forme di vita tropicali, come il dinoflagellato Apectodinium augustum, che richiedono una temperatura superficiale di almeno 22 °C.

## Evidenze dell'aumento di carbonio
Una chiara evidenza di un consistente apporto di carbonio, impoverito dell'isotopo 13C, all'inizio del PETM è fornita da due osservazioni. La prima è una prominente escursione negativa nella composizione isotopica (δ13C) delle fasi ad apporto carbonioso che caratterizzano il PETM in vari ambienti di numerose località. La seconda è data dalla dissoluzione dei carbonati nelle sezioni stratigrafiche dei mari profondi.
La massa totale di carbonio immessa nell'atmosfera e negli oceani durante il PETM è tuttora oggetto di dibattito. In teoria, dalla magnitudine dell'escursione del δ13C è possibile stimare il quantitativo della dissoluzione dei carbonati sul fondo del mare. Tuttavia le oscillazioni del δ13C variano in funzione della località e della fase carboniosa analizzata. In alcuni prelievi da piattaforma carbonatica il valore è attorno al 2‰, mentre in alcune analisi di carbonati terrestri o da materia organica il valore supera anche il 6‰.
La dissoluzione dei carbonati varia anche in funzione dei bacini oceanici. Raggiunge i picchi massimi in alcune zone dell'oceano Atlantico centrale e settentrionale, ma è meno pronunciata nell'oceano Pacifico. In base ai dati disponibili, le stime dell'incremento di carbonio oscillano tra 2 500 e 6 800 miliardi di tonnellate in 20 000 anni.
La durata dell'escursione negativa del δ13C è stata calcolata in due modi complementari. Il riferimento utilizzato è il carotaggio Core 690 estratto dall'Ocean Drilling Program (ODP) nel Mare di Weddell e il tempo è stato calcolato assumendo un tasso di sedimentazione costante.
Un secondo modello migliorativo si basava invece sull'approssimazione che la Terra sia investita da un flusso costante di 3He dal Sole; questo nuclide di origine cosmica viene prodotto ad un tasso (quasi) costante dal Sole, e non ci sono ragioni per ipotizzare sostanziali variazioni dell'intensità del vento solare in un periodo di tempo così relativamente ristretto.
Entrambi i modelli non riescono a spiegare tutte le osservazioni, ma hanno alcuni punti di accordo. Entrambi individuano due tappe nella diminuzione del δ13C, ognuna della durata di 1 000 anni e separate tra loro da circa 20 000 anni. I modelli invece differiscono nella stima del tempo di recupero che varia da 150 000 anni nel primo caso a 30 000 anni del secondo modello. Altre evidenze indicano che il riscaldamento precedette di circa 3 000 anni l'escursione negativa del δ13C, anche se le cause non sono ancora chiare. Anche studi condotti nei Pirenei spagnoli confermano un aumento della CO2 durante il PETM.

## Effetti
Il clima, oltre che più caldo, dovrebbe anche essere diventato più umido, con un aumento del tasso di evaporazione che raggiunse il picco nei tropici. Gli isotopi di deuterio indicano che fu trasportata verso i poli una quantità di umidità superiore alla norma. Questo dovrebbe aver apportato un maggior contenuto di acqua dolce all'oceano Artico, dal momento che le precipitazioni piovose dell'emisfero settentrionale venivano canalizzate in quella direzione.

### Innalzamento del livello degli oceani
Anche in assenza dell'apporto idrico derivante dalla fusione dei ghiacci, data l'assenza di calotte ghiacciate, il livello dei mari dovrebbe essere salito a causa dell'espansione termica. Le evidenze si possono dedurre dalle fluttuazioni dei raggruppamenti di palinomorfi dell'oceano Artico, che riflettono una diminuzione relativa del materiale organico di origine terrestre rispetto a quello di origine marina.

### Alterazione della circolazione delle correnti marine

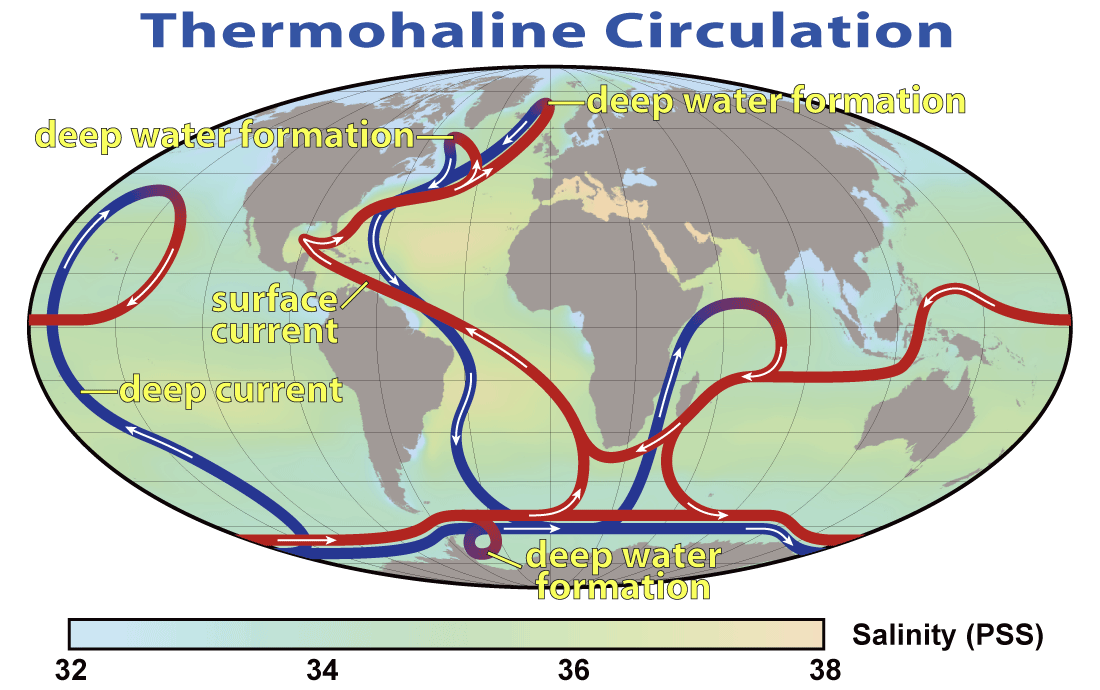
Schema dell'attuale andamento della circolazione termoalina delle acque oceaniche. Le righe blu rappresentano le correnti di acqua profonda, mentre quelle rosse rappresentano quelle superficiali. Nel Paleocene la situazione era alquanto diversa, dal momento che l'America del Nord e quella del Sud non erano unite dall'istmo di Panama, e quindi era possibile un flusso oceanico orizzontale che produceva una circolazione sensibilmente differente da quella odierna.

Nel corso di 5 000 anni a partire dall'inizio del PETM, gli schemi di circolazione delle correnti marine profonde subirono una radicale variazione. Su scala globale, la direzione di risalita delle correnti di fondo invertì la direzione del flusso, che in precedenza era sempre stata dall'emisfero meridionale a quello settentrionale e tale inversione si mantenne per circa 40 000 anni. Questo cambiamento apportò acqua più calda nelle profondità degli oceani, favorendo un ulteriore incremento termico.

### Innalzamento del lisoclino
Il lisoclino identifica la profondità alla quale il carbonato comincia a dissolversi (al di sopra del lisoclino, il carbonato è sovrasaturo): attualmente la linea si posiziona a una profondità media di circa 4000 m. Questo livello è funzione (tra l'altro) della temperatura e della concentrazione della CO2 disciolta nell'oceano. Un aumento dell'anidride carbonica provoca un iniziale innalzamento della linea del lisoclino verso acque meno profonde con la conseguente dissoluzione dei carbonati nelle acque profonde. Questa acidificazione delle acque profonde può essere osservata nei carotaggi oceanici che mostrano (dove la bioturbazione non abbia perturbato troppo la stratificazione) un improvviso cambiamento dalla fanghiglia carbonatica grigia alle argille rossastre al limite tra Paleocene-Eocene (seguite da un graduale ritorno al colore grigio).
Questo andamento è molto più pronunciato nei carotaggi del Nord Atlantico, suggerendo che l'acidificazione sia stata più pronunciata in quest'area, collegata ad un più cospicuo innalzamento del livello del lisoclino.
In alcune zone del sud-est Atlantico, il lisoclino si innalzò di 2000 m in poche migliaia di anni.

### Eventi anossici
In alcune zone oceaniche, e in particolare nel nord Atlantico, la bioturbazione è assente. Questo può essere collegato ad un'anossia dei fondi oceanici o al cambiamento delle temperature delle acque profonde come conseguenza della già citata variazione della circolazione delle correnti marine. Tuttavia molti bacini oceani furono soggetti a una bioturbazione durante il PETM.

### Alterazioni della flora e della fauna

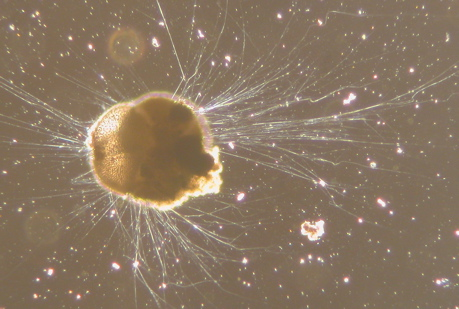
Vista al microscopio del foraminifero bentonico Ammonia tepida. Questo gruppo di organismi subì una forte riduzione durante il massimo termico del Paleocene-Eocene.

IL PETM è accompagnato da un'estinzione di massa del 35-50% dei foraminiferi bentonici (specialmente nelle acque più profonde) in un lasso di tempo di circa 1000 anni, cioè una percentuale di estinzione più elevata di quella conseguente alla grande estinzione di massa del Cretaceo-Paleocene avvenuta circa dieci milioni di anni prima. I foraminiferi planctonici al contrario si diversificarono e i dinoflagellati ebbero un'esplosione evolutiva. Anche per i mammiferi il periodo fu favorevole e portò a una loro radiazione evolutiva, e un incremento si registrò anche per i batteri.
Le estinzioni di acque profonde sono difficili da spiegare, anche perché molte furono solo regionali (per lo più nel nord Atlantico). Alcune ipotesi come la riduzione della disponibilità di ossigeno conseguente all'aumento di temperatura, o l'aumentata corrosività conseguente all'insaturazione carbonatica delle acque profonde, non sono sufficienti da sole a spiegare gli avvenimenti. L'unico fattore globale unificante fu l'aumento della temperatura, che dovrebbe essere quindi considerato il maggior responsabile. Le estinzioni regionali del nord Atlantico possono essere attribuite all'anossia delle acque profonde, collegata a una diminuzione del flusso di rimescolamento delle correnti oceaniche, o al rilascio e alla rapida ossidazione di grandi quantità di metano.
Nelle acque basse, l'aumento della concentrazione di CO2 provocò un abbassamento del pH verso valori più acidi, con inevitabili conseguenze negative sui coralli. Gli esperimenti indicano che questa acidità è fortemente nociva anche per il plancton calcareo. Il legame causa-effetto non è stabilito per altre componenti del plancton con guscio calcareo; infatti recenti evidenze indicano che alcuni coccolitofori (in particolare l'Emiliania huxleyi) aumentano la calcificazione e diventano più abbondanti in presenza di elevate pressioni parziali di CO2. L'acidificazione invece portò a una radiazione delle alghe fortemente calcificate e in misura minore dei foraminiferi a debole calcificazione (i coccolitofori sono alghe mentre i foraminiferi sono protozoi).

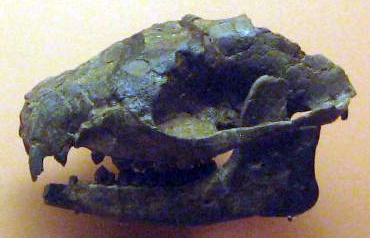
Cranio di Ectocion ralstonensis. Le specie di questo genere furono più piccole durante il PETM (E. parvus, 55,5 Ma) e più grandi prima (E. osbornianus, 55,6 Ma) e dopo (E. osbornianus, 55,3 Ma).

La proliferazione dei mammiferi è invece più particolare. Non vi è alcuna evidenza di un aumento del tasso di estinzione nella biocenosi terrestre, tuttalpiù l'aumento della temperatura e dell'anidride carbonica portò a una diminuzione delle dimensioni che potrebbe avere favorito la speciazione evolutiva. Le specie diffuse nel Paleocene furono sostituite da generi simili, ma aventi una massa inferiore del 50%-60%. Molti ordini di mammiferi superiori, tra cui artiodattili, cavalli e primati, apparvero e si diffusero su tutto il globo tra 13 000 e 22 000 anni dopo l'inizio del PETM. Questa diversificazione e dispersione dei primati fu un aspetto chiave per la successiva evoluzione umana.
Per la flora vi sono evidenze regionali della reazione adattativa ad un periodo caldo e arido con una rapida migrazione continentale e intercontinentale delle specie. Gli studi statistici sulla dimensione delle foglie stimano, in alcune località del Nord America, una riduzione della piovosità media del 40% all'inizio del PETM e il ritorno a valori precedenti verso la fine dell'evento.
La mancanza di dati globali non permette di valutare gli effetti del PETM sul clima. In alcune zone, quali il Nord America e la Spagna, risultano evidenze di un periodo arido e caldo mentre in altre zone, con l'aumento relativo dei dinoflagellati eutrofici nei sedimenti marini costieri della Nuova Zelanda, si deduce un marcato aumento della piovosità.

## Cause possibili
Le potenziali cause del PETM sono molteplici e non è facile discriminarle. Vi fu un aumento globale delle temperature con un andamento pressoché costante, per cui occorre individuare il meccanismo che produsse un picco improvviso, accentuato da effetti sinergici di retroazione positiva. Il maggior aiuto può venire dall'analisi del bilanciamento tra gli isotopi del carbonio. Sappiamo che vi fu un'oscillazione negativa compresa tra −0,2% e −0,3% del δ13C nel ciclo complessivo del carbonio, e su questa base possiamo stimare il quantitativo complessivo di massa carboniosa che deve essere stato coinvolto nell'evento. Questi calcoli si basano sulla considerazione che la quantità di carbonio di origine esogena del Paleogene fosse comparabile con quella odierna.

### Attività vulcanica
Per bilanciare la massa del carbonio e produrre l'osservata variazione del δ13C, devono essere fuoriuscite dal mantello terrestre attraverso l'attività vulcanica almeno 1.500 Gton (miliardi di tonnellate) nel corso dei due picchi di 1000 anni, cioè un quantitativo 200 volte maggiore del tasso di degassamento vulcanico della rimanente parte del Paleocene. In tutta la storia della Terra non è mai stato identificato un simile incremento esplosivo dell'attività vulcanica. Nel milione di anni che precedettero il PETM c'era stato un intenso vulcanismo nella parte orientale della Groenlandia, ma non sufficiente a spiegare la rapidità con cui si innescò successivamente il fenomeno. Anche ipotizzando che la gran parte delle 1.500 Gton sia stata emessa in un singolo impulso, ciò non sarebbe in grado di spiegare da solo la variazione della concentrazione isotopica.
D'altra parte ci sono indicazioni che l'aumento dell'attività sia avvenuto in una fase successiva del vulcanismo e associato a fratture da assestamenti tettonici. Intrusioni di magma bollente in sedimenti ricchi di carbonio, potrebbero aver innescato un degasamento di metano isotopicamente leggero in volumi sufficienti a provocare un riscaldamento globale e giustificare l'anomalia isotopica. Questa ipotesi è supportata dalla presenza di estesi complessi di sill intrusivi e camini termali che si estendono per migliaia di chilometri nei bacini sedimentari della Norvegia centrale e dello Shetland occidentale.
È noto che le eruzioni vulcaniche di grande intensità possono avere importanti effetti sul clima, riducendo il quantitativo di radiazione solare che raggiunge la superficie terrestre, abbassando la temperatura della troposfera e modificando lo schema della circolazione atmosferica. Un'intensa attività vulcanica che si protragga anche per pochi giorni è in grado di emettere quantitativi di gas e ceneri che possono influenzare il clima per anni. I gas solforati si trasformano in aerosol, goccioline submicroscopiche che arrivano a contenere fino al 75% di acido solforico. Dopo un'eruzione, queste particelle di aerosol possono rimanere sospese nella stratosfera anche per tre o quattro anni.
Ulteriori fasi di attività vulcanica potrebbero aver innescato l'emissione di metano e causato altri eventi di riscaldamento dell'Eocene come il Massimo termico dell'Eocene 2 (ETM-2). È stato inoltre proposto che l'attività vulcanica nei Caraibi possa aver modificato la circolazione delle correnti oceaniche amplificando così la dimensione dei cambiamenti climatici.

### Cicli orbitali

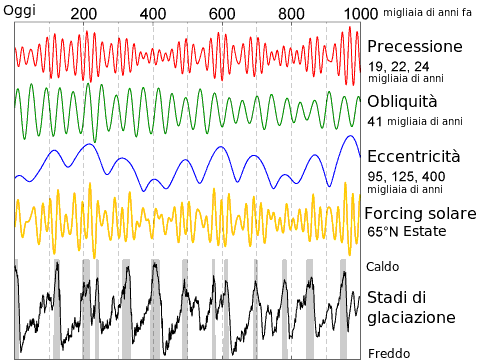
Le variazioni dell'eccentricità dell'orbita terrestre (in blu), collegate ai cicli di Milanković, hanno un effetto sulle fasi di riscaldamento e raffreddamento (in nero) della temperatura terrestre e sono quindi state proposte come una delle possibili cause del PETM.

La presenza di successivi e più piccoli eventi di riscaldamento, come il Massimo termico dell'Eocene 2 (ETM-2 o orizzonte Elmo), ha portato a formulare l'ipotesi che questi eventi si ripetano ad intervalli regolari collegati ai picchi di massima eccentricità dell'orbita terrestre, i cicli di Milanković, con picchi ogni 100 000 e 400 000 anni. In base a questo calcolo, l'attuale periodo di riscaldamento dovrebbe durare altri 50 000 anni, a causa dell'attuale minimo nell'inclinazione orbitale. L'aumento dell'insolazione, collegato all'inclinazione orbitale, provoca un aumento della temperatura e porta il sistema ad innescare delle retroazioni positive.

### Impatto cometario
Una teoria che ha riscosso una breve notorietà popolare ipotizza che una cometa ricca di 12C abbia colpito la Terra dando inizio al riscaldamento globale. Un impatto cometario avvenuto al passaggio tra Paleocene ed Eocene potrebbe anche spiegare alcune caratteristiche non ancora risolte, come l'anomalia dell'iridio a Zumaia (in Spagna), l'improvvisa comparsa sulle scogliere costali del New Jersey di argille caolinitiche contenenti abbondanti nanoparticelle magnetiche, la quasi contemporanea escursione degli isotopi del carbonio e il massimo termico. In effetti un impatto cometario dovrebbe produrre effetti pressoché istantanei e verificabili sia sull'atmosfera che sulla superficie oceanica, con successive ripercussioni nelle acque profonde.
Anche tenendo conto degli effetti di retroazione, questo richiederebbe comunque almeno 100 Gton di carbonio di provenienza extraterrestre. Un tale impatto così catastrofico dovrebbe aver lasciato tracce evidenti, che però al momento non sono ancora state identificate con certezza. Era stato identificato uno strato di nove metri di argilla caratterizzato da un magnetismo inusuale e si era ipotizzato fosse stato formato dall'impatto; la sua formazione è risultata però troppo lenta perché il magnetismo possa essere considerato come il risultato di un impatto cometario e infatti si è appurato che essa è il risultato dell'azione di batteri.
Anche l'anomalia dell'iridio (che spesso è un indicatore di un apporto extraterrestre) osservata in Spagna è troppo debole per associarla ad un impatto cometario.

### Combustione della torba
Era stata anche ipotizzata la combustione di enormi quantitativi di torba, dal momento che durante il Paleocene c'era una maggiore quantità di carbonio immagazzinata nelle biomasse terrestri di quanto ce ne sia ai nostri giorni, in quanto in quel periodo le piante avevano una crescita più rigogliosa. Questa teoria è stata però respinta, perché per produrre la variazione del δ13C osservata, si sarebbe dovuto bruciare oltre il 90% delle biomasse terrestri.
Anche se il Paleocene è riconosciuto come un periodo di accumulazione della torba, gli studi effettuati non sono riusciti ad identificare evidenze della combustione di materia organica fossile, sia sotto forma di fuliggine che di altro particolato carbonioso.

### Emissioni di metano

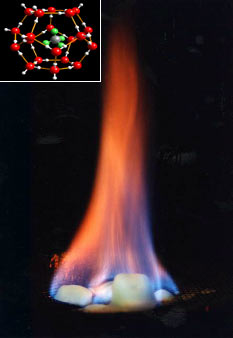
Combustione di clatrati di metano, con liberazione di acqua e CO_{2}, una delle possibili cause del PETM. Nel piccolo inserto la struttura cristallina del clatrato.

Nessuna delle ipotesi finora elencate è in grado da sola di spiegare la variazione isotopica del δ13C o il riscaldamento del PETM. Un possibile meccanismo di spiegazione che potrebbe amplificare una delle perturbazioni iniziali è quello dei clatrati. In particolari condizioni di temperatura e di pressione, il metano che viene continuamente prodotto dalla decomposizione microbica nei sedimenti marini, forma con l'acqua un clatrato, una struttura stabile a forma di gabbia che (come il ghiaccio) intrappola le molecole di gas in forma solida. Con l'aumento della temperatura, la pressione richiesta per mantenere stabile questa configurazione aumenta, cosicché i clatrati più superficiali iniziano a collassare liberando il metano che sfugge nell'atmosfera. Poiché i clatrati di origine biogenica hanno un picco nel δ13C di −60 ‰ (per i clatrati inorganici il valore vale −40 ‰), anche masse relativamente piccole possono produrre significative escursioni del rapporto isotopico δ13C.
Inoltre il metano è un potente gas ad effetto serra, che produce quindi un elevato riscaldamento; la trasmissione del calore ai sedimenti marini di profondità, provocata dalle correnti oceaniche, porta a un'ulteriore destabilizzazione dei clatrati. Il tempo richiesto per un aumento della temperatura in grado di diffondere il calore a una profondità sufficiente a innescare il collasso dei clatrati è stimato in circa 2.300 anni, anche se il calcolo è fortemente influenzato dalle assunzioni di partenza. Il riscaldamento oceanico dovuto ad alluvioni e le variazioni di pressione conseguenti ad un abbassamento del livello marino, potrebbero aver provocato un'instabilità dei clatrati e il rilascio del metano intrappolato. Questo processo può avvenire in tempi di qualche migliaio di anni. Il processo inverso, la fissazione del metano nei clatrati, richiede invece decine di migliaia di anni.

### Circolazione oceanica
I modelli su grande scala della circolazione oceanica sono importanti per comprendere il meccanismo del trasporto di calore attraverso gli oceani, anche se la nostra comprensione è ancora a uno stadio preliminare. I modelli indicano che ci sono meccanismi che permettono un rapido trasferimento del calore alle piattaforme oceaniche di acque basse che contengono clatrati, ma questi modelli non riescono a riprodurre la distribuzione dei dati effettivamente osservata. «Un riscaldamento collegato a un'inversione da sud a nord della formazione delle correnti di acque profonde, sarebbe in grado di produrre un calore sufficiente a destabilizzare i gas idrati del fondo marino fino a una profondità di almeno 1900 m» (K. Bice e J. Marotzke). Questa destabilizzazione potrebbe aver prodotto il rilascio di più di 2 000 Gton (miliardi di tonnellate) di gas metano dai clatrati del fondo oceanico.
Il PETM potrebbe essere stato causato da un graduale riscaldamento globale che abbia superato una soglia di stabilità del sistema provocando un salto verso un nuovo equilibrio. Questi salti sono stati osservati anche nei modelli climatici del quaternario, sia moderni sia futuri.

## Il recupero
La variazione della distribuzione isotopica del carbonio-13 (δ13C) indica una durata compresa tra 170 000 e 120 000 anni, che è relativamente rapida se confrontata con il tempo di permanenza del carbonio nell'atmosfera moderna (100-200 000 anni). Una spiegazione esauriente di questo rapido recupero deve includere un sistema di retroazione.
Il sistema più probabile di recupero chiama in causa un aumento della produttività biologica attraverso il trasporto del carbonio nelle profondità oceaniche. A questo si sarebbe accompagnato un aumento globale delle temperature e dei livelli di CO2, come pure un incremento della disponibilità di nutrienti, derivante dall'aumento dell'erosione continentale in seguito alle alte temperature e alla maggior piovosità; anche l'attività vulcanica può aver apportato nuovi nutrienti. Secondo alcuni autori un'evidenza di questa accresciuta produttività biologica proviene dal bario biogenetico, mentre secondo altri si può dedurre dall'aumento del bario disciolto nel metano.
La diversificazione suggerisce un aumento della produttività nelle zone costiere, più calde e fertilizzate dal deflusso delle acque, che avrebbe compensato la riduzione di produttività nei fondi oceanici.